# Partido de Reconciliación Nacional
El Partido de Reconciliación Nacional (en inglés: National Reconcilitation Party) abreviado como NRP es un partido político de Gambia, dirigido por Hamat Bah, fundado en 1997, que tenía como principal objetivo desalojar del poder al dictador Yahya Jammeh. Su lema es "Honestidad, Igualdad, y Justicia".
En 2016, junto con los demás partidos opositores fundó la Coalición 2016, con dicho objetivo, que en las elecciones presidenciales que siguieron lograron llevar a Adama Barrow a la presidencia.

## Resultados electorales

### Legislativo
| Año  | # de votos | % de votos | # de escaños | +/– | Posición           |
| ---- | ---------- | ---------- | ------------ | --- | ------------------ |
| 1997 | 6.639      | 2.16       | 2/45         |     | Oposición          |
| 2002 | 11.914     | 20.90      | 1/48         | 1   | Oposición          |
| 2007 | 15.783     | 6.0        | 0/48         | 1   | Extraparlamentario |
| 2012 | 14.606     | 9.43       | 1/48         | 1   | Oposición          |
| 2017 | 23.755     | 6.26       | 5/53         | 4   | Gobierno           |
| 2022 |            |            | 4/53         | 1   |                    |